# ماموت ساين
ماموت ساين (31 ديسمبر 1993) لاعب كرة قدم غامبي مولود في غامبيا ويجيد اللعب في مركز الوسط .

## روابط خارجية
- ماموت ساين على موقع قاعدة بيانات كرة القدم.إي يو (الإنجليزية)
- ماموت ساين على موقع Soccerway.com (الإنجليزية)